# НС-23
НС-23 (сокр. Нудельман-Суранов) — советская авиационная пушка калибра 23 мм

## Разработка
В 1943 году в ОКБ-16 был разработан новый 23-мм патрон с уменьшенным зарядом, использованный при создании нескольких новых легких 23-мм авиапушек. На базе 14,5 мм штатного противотанкового патрона была создана путём переобжима под калибр 23 мм новая гильза. Применив штатный 23-мм снаряд массой 200 г и эту гильзу, создали новый патрон. Начальная скорость снаряда в стволе длиной 1450 мм составляла 700 м/с. За счет снижения начальной скорости снаряда до 700 м/с удалось уменьшить габариты системы и усилия отдачи; при этом массу пушки удалось снизить почти вдвое. Было разработано и новое звено. Вес такого патрона со звеном оказался почти вдвое меньше веса патрона 23 × 152 мм 23-мм пушки ВЯ-23 со звеном.
Под новый патрон, группой инженеров ОКБ-16 (А. Э. Нудельман, А. Суранов, Г. Жирных, В. Неменов, С. Лунин, М. Бундин) была создана пушка НС-23. Конструкция НС-23 аналогична конструкции пушки НС-37. Наземные государственные испытания НС-23 закончились 4 мая 1944 года, а 7 июня 1944 года были завершены и летные испытания на Як-9. 10 октября 1944 года решением Государственного Комитета Обороны НС-23 и патрон к ней были приняты на вооружение.

## Производство
Производство пушек началось на заводе № 2 в Коврове, где было выпущено 22 479 пушек НС-23:
| год  | кол-во |
| ---- | ------ |
| 1944 | 300    |
| 1945 | 608    |
| 1946 | 530    |
| 1947 | 5993   |
| 1948 | 7798   |
| 1949 | 2952   |
| 1950 | 4298   |

С 1951 года производство пушек НС-23 велось на заводе № 535 НКВ в Туле, где было изготовлено 6000 пушек:
| год  | кол-во |
| ---- | ------ |
| 1951 | 3584   |
| 1952 | 395    |
| 1953 | 2021   |

Всего с 1944 по 1953 год на обоих заводах было изготовлено 28 479 пушек НС-23.
Разработка снарядов и взрывателей к ним осуществлялось КБ-398, производство было налажено там же, на опытном заводе № 398 НКБ.

## Варианты
- НС-23С: С механизмом синхронизации (разработал А. А. Рихтер в 1946 году), этим вариантом были вооружены поршневые истребители Ла-9 (4хНС-23С) и Ла-11 (3хНС-23С)
- НС-23КМ: Крыльевая и моторная пушка, ею вооружались поршневые штурмовики Ил-10 (4хНС-23КМ), реактивные истребители Як-15 (2хНС-23КМ), Як-17УТИ (НС-23КМ), МиГ-9 (2хНС-23КМ) и МиГ-15 (2хНС-23КМ), Ми-2УРН/УРП-Г.
- НС-23КМ с удлиненными стволами: Як-17 (2хНС-23КМ).

## Тактико-технические характеристики
- Тип оружия: одноствольная автоматическая пушка
- Калибр: 23×115 мм
- Принцип действия: отдача при коротком ходе ствола
- Длина пушки: 1985 мм
- Длина ствола: 1450 мм
- Ширина пушки: 165 мм
- Высота пушки: 256 мм
- Масса пушки: 37 кг
- Темп стрельбы: 600 выстрелов/мин
- Начальная скорость снаряда: 700 м/с
- Боеприпасы:[4]
  - БЗ патрон с бронебойно-зажигательным снарядом массой 200 г, содержавшим 5-7 г зажигательного вещества, без взрывателя. Бронепробитие по нормали 25-мм брони на дистанции 200 м.
  - ОЗ патрон с осколочно-зажигательным снарядом массой 200 г, содержавшим 13-15 г взрывчатого вещества с головным взрывателем А-23.